# Bottmersdorf
Bottmersdorf è una frazione della città tedesca di Wanzleben-Börde, nel land della Sassonia-Anhalt.

## Storia
Fino al 31 dicembre 2009 ha costituito un comune autonomo.